# 声声慢
声声慢，词牌名。据传蒋捷作此慢词俱用“声”字入韵，故称此名。亦称《胜胜慢》、《凤示凰》、《寒松叹》、《人在樓上》。双调，上片十句，押四平韵，四十九字；下片九句，押四平韵，四十八字，共九十七字,長調。又有仄韵体（一般押入声）。用“仙吕调”。

## 词牌格式
平平仄仄，仄仄平平，平平仄仄平平（韵）。仄仄平平，平平仄仄平平（韵）。平平仄仄仄仄，仄平平、仄仄平平（韵）。
仄平仄，仄平平仄仄，仄仄平平（韵）。仄仄平平仄仄，仄平平平平，仄仄平平（韵）。
仄仄平平，仄仄平平平平（韵）。平平仄平仄仄，仄平平、平仄平平（韵）。仄仄仄，平平仄、仄仄平平（韵）。

## 例詞
李清照 聲聲慢
尋尋覓覓，冷冷清清， 
淒淒慘慘戚戚。 
乍暖還寒時候，最難將息。 
三杯兩盞淡酒， 
怎敵他、晚來風急。 
雁過也，正傷心，卻是舊時相識。
滿地黃花堆積，憔悴損，如今有誰堪摘？ 
守著窗兒，獨自怎生得黑。  
梧桐更兼細雨，到黃昏，點點滴滴。 
這次第，怎一個愁字了得。